# Чистильщик (фильм, 2007)
«Чистильщик» (англ. Cleaner) — фильм 2007 года режиссёра Ренни Харлина. Премьера фильма состоялась 11 сентября 2007 года на международном кинофестивале в Торонто (Канада), в России — 8 мая 2008 года.

## Сюжет
Главный герой фильма Том Катлер, бывший полицейский, один воспитывает дочь Роуз. У него специфическая работа — он занимается уборкой помещения после трупов, в том числе и после совершённых преступлений. Однажды ему поступает заказ на уборку дома после убийства. Хозяев в доме нет, а ключ от двери оставлен под кадкой с растением. После выясняется, что он уничтожил следы преступления и попадает под подозрение полиции. Вместе с Энн Норкот, женой убитого, Том пытается выяснить, кто убийца. Друг Тома Эдди Лоренцо, работающий в полиции, пытается ему помочь.

## В ролях
- Сэмюэл Л. Джексон — Том Катлер
- Ева Мендес — Энн Норкат
- Эд Харрис — Эдди Лоренцо
- Мэгги Лоусон — Чери
- Луис Гусман — детектив Варгас
- Кеке Палмер — Роуз Катлер
- Хосе Пабло Кантильо — Мигэль
- Роберт Форстер — Арло